# Итапиратинс
Итапиратинс (порт. Itapiratins) — муниципалитет в Бразилии, входит в штат Токантинс. Составная часть мезорегиона Восточный Токантинс. Входит в экономико-статистический микрорегион Жалапан. Население составляет  3 532 человека на 2010 год. Занимает площадь 1 243,961 км². Плотность населения — 2,84 чел./км².

## Демография
Согласно сведениям, собранным в ходе переписи 2010 г. Национальным институтом географии и статистики (IBGE), население муниципалитета составляет:
| Полное население                               | Полное население                               | Полное население                               | Полное население                               | 3 532 |
| ---------------------------------------------- | ---------------------------------------------- | ---------------------------------------------- | ---------------------------------------------- | ----- |
| в том числе:                                   | Городское население                            | 1 914                                          | Процент городского населения, %                | 54,19 |
|                                                | Сельское население                             | 1 618                                          | Процент сельского населения, %                 | 45,81 |
|                                                | Мужское население                              | 1 913                                          | Процент мужского населения, %                  | 54,16 |
|                                                | Женское население                              | 1 619                                          | Процент женского населения, %                  | 45,84 |
| Плотность населения, чел/км²                   | Плотность населения, чел/км²                   | Плотность населения, чел/км²                   | Плотность населения, чел/км²                   | 2,84  |
| Население муниципалитета в % к населению штата | Население муниципалитета в % к населению штата | Население муниципалитета в % к населению штата | Население муниципалитета в % к населению штата | 0,26  |

По данным оценки 2016 года население муниципалитета составляет 3 732 жителя.

## Статистика
- Валовой внутренний продукт на 2003 составляет 6.157.721,00 реалов (данные: Бразильский институт географии и статистики).
- Валовой внутренний продукт на душу населения на 2003 составляет 1.780,20 реалов (данные: Бразильский институт географии и статистики).
- Индекс развития человеческого потенциала на 2000 составляет 0,631 (данные: Программа развития ООН).

## Важнейшие населенные пункты
| № | Населённый пункт | Населённый пункт (порт.) | Категория | Население чел. (2010) | На карте                       |
| - | ---------------- | ------------------------ | --------- | --------------------- | ------------------------------ |
| 1 | Итапиратинс      | Itapiratins              | город     | 1 914                 | 8°23′11″ ю. ш. 48°06′14″ з. д. |